# Монети середньовічного Туркменістану (Чагатаїди)
Монети середньовічної Середньої Азії після монгольських завоювань на територіях нинішнього Туркменістану, карбувалися в період входження до складу Чаґатайського улусу, під час набіжницьких походів чаґатаїдами на самостійні міста північного та західного Хорасану, а також в період розформування держави Чаґатаїдів на окремі самостійні території. 

## Історія
В XII—XIII ст. території сучасного Туркменістану потрапляють до складу держави Хорезмшахів, які в свою чергу були завойовані монгольськими військами. У 1219—1221 роках території зруйнованої держави потрапляють до складу Монгольської імперії. В ці століття відбувалося розселення туркменських племен на східному узбережжі Каспійського моря. Туркменськими племенами також заселялися території на північному заході Хорезму та на півдні Хорасану, де ще збереглося перськомовне населення. З утворенням Чагатайського улусу північні та західні племена опинилися під владою чаґатаїдів. Декілька туркменських племен здобули часткову незалежність та заснували феодальні держави, які хоч і були васально-залежними від улусу, але відігравали важливу роль в історії нації. Племена, що заселили південь Хорасану, опинилися під владою улусу Хулагу. У 70-х роках XIV ст. Центральна Азія була завойована Тимуром, а після падіння династії тимуридів території Туркменістану частково увійшли до складу Хівинського ханства та Персії.

## Монетний двір у Мерві

Карбування в Мерві. Дирхам. 1287 (686 р.Г.) рік

Місто-оаза у Середній Азії на Великому шовковому шляху. У 1221 році Мерв (туркм. Merw) добровільно відкрив ворота воєводі, сину Чингісхана Толую, де той знищив більшість мешканців. Перський історик Джувейні у своїх записах згадує про ті часи: «...Все населення, включаючи жінок та дітей, повинно бути вбито, окрім чотирьохсот ремісників. Інші ж ніхто, незалежно жінка, чи дитина не має бути порятованим...». Після монгольського завоювання Мерв став частиною Ільханату та постійно грабувався військами чаґатаїдів. В 80-х роках XIV ст. увійшов до складу держави Тимуридів — Туран.
На місці колишнього поселення нині відомі городища різних віків — Ерк-Кала, Гяур-Кала, Султан-Кала, Абдулахан-Кала та Байраламалі-Кала, залишки яких розташовані поблизу сучасного туркменського міста Мари (інші назви Марґуш, Марґіана, Мару).

### Дирхами
Під час одного з походів чаґатаїда Хайду на Мерв (араб. مرو) карбувалися срібні дирхами. За визначенням дослідника Петрова П.Н. карбування монети відбувалося у 1287 (686 р.Г.) році. На аверсі в центрі 6-дугового картушу легенда: «Карбування у Мерві» (араб. مرو ﺿﺭﺏ), вгорі стрілецький лук, в центрі Г-подібна тамга. На реверсі в чотирикутнику надпис у 3 рядки, з боків чотирикутника надписи.

## Монетний двір в Амуї

Карбування в Амуї. Мідний посріблений дирхам (4,06 гр.), 1361 (760 р.Г.)

В середині XII початку XIII ст. в арабських джерелах з'являються згадки опису фортеці Амул на кордоні Хорасану з Мавераннахром на шляху до Мерву. Невеличке, але важливе містечко, розміщене на лівому березі річки Амудар'ї знаходилось на відстані 120 км від міста Бухара. Монети та письмові згадки засвідчують про те, що місто Амул в середині XII ст. називали Аму, або Амуй, і ця назва закріпилася за містом до середини XIV ст. Сучасна назва міста — Туркменабат (Лебапський велаят, Сердарабатський етрап (Туркменістан). Нині на відстані 9 км від Туркменабата знаходиться середньовічне городище Амул

### Дирхами
У 1358—1360, за часів правління хана Могулістану та Чаґатайського улусу Туглу-Тимура (1347–1363), карбувалися мідні посріблені дирхами в Амуї (араб. آموي, або آمو) вагою 4,06-4,21 гр. На аверсі в лінійному внутрішньому та крапковому зовнішньому колах фігурний картуш. У полі позначення місця карбування та дата. В сегменах картушу віньєтки та крапки. На реверсі  в лінійному внутрішньому та крапковому зовнішньому колах хвилястий картуш. В полі картушу надпис у 3 рядки куфічним почерком, в центрі 2-го рядка Ф-подібна тамга.